# Homo.net
Homo.net ist seit 1996 eine Online-Community für Homosexuelle. Homo.net dient als überregionales Kontaktportal und Informationsportal für schwule, bisexuelle und transgeschlechtliche Männer im deutschsprachigen Raum. Das Angebot ist in allen Bereichen kostenlos nutzbar. Die Finanzierung des Angebotes erfolgt durch Sponsoren und Bannerwerbung.

## Kontaktangebote
Das Portal homo.net bietet Männer-Profile, Kleinanzeigen, Bilder, „Jans Blog“ und eine automatische, profilbasierte Partnervermittlung.

## Schwuler Szeneguide
Seit Juli 2000 bietet der Szeneguide Adressen homosexueller Vereine, Initiativen, Beratungsangebote sowie Treffpunkte und Cruising Areas. Der Szeneguide beruht auf der ehrenamtlichen Mitarbeit der Nutzer, die Änderungen einbringen und redaktionell betreuen. Im Oktober 2008 wurde der Schwule City Guide unter dem Namen gay-szene.net in ein eigenständiges Projekt ausgegliedert.

## Schwules Lexikon
Seit Juli 2008 wird das Portal ergänzt um ein schwules Begriffs-Lexikon. Dieses Projekt will die in den Kontaktbereichen verwendeten Begriffe der Schwulenszene erklären. Alle in den Kleinanzeigen verwendeten Begriffe werden mit dem Homolex Index abgeglichen, und die Definition wird automatisch mit dem Anzeigentext verlinkt. Im Juni 2015 wurde das Schwule Lexikon unter dem Namen homolex.com in ein eigenständiges Projekt ausgegliedert.

## Geschichte vonhomo.net
Die schwule Onlinecommunity wurde 1996 aus der schwulen Oscar Wilde Buchhandlung Frankfurt heraus als homo.de gegründet. Von der Frankfurter Buchmesse wurde das Projekt homo.de 1999 für seine Sortimentsleistung und den Einsatz von Communitydiensten für die Gay Community als beste Themenbuchhandlung im deutschsprachigen Internet ausgezeichnet. Durch die Kooperation mit dem englischen Gay Times Verleger Millivres Prowler Group startete ab dem Jahr 2000 kurzzeitig eine Internationalisierung des Portals unter dem Namen homo.net.

## Studien
Durch die einfache Erreichbarkeit eines großen homosexuellen Publikums unter den anonymen Bedingungen des Internets wurde homo.net Partner zahlreicher Onlinebefragungen und medizinischer und soziologischer Studien im Kontext der HIV-Prävention. Dabei wurden Phänomene wie Kommunikation homosexueller Männer über ihren Serostatus, aber auch Risikoverhalten wie barebacking untersucht.
- Michael Bochow: Kontaktseiten Studie (2006) Untersucht das Basiswissen der Kontaktseitenteilnehmer zu Infektionswegen und Risiken sowie das aktuelle Risikoverhalten.
- KABaSTI (2007) Das Robert Koch-Institut untersucht bundesweit Wissen, Einstellung und Verhalten homosexueller Männer bezüglich sexuell übertragener Infektionen in Deutschland.[2]
- 1. ADAM Studie (Was Schwule wirklich wollen, ADAM Nr. 244, Foerster Media, Oktober 2007) Das Gay-Magazin ADAM untersuchte Einstellungen zu Partnerschaft und Sex in unterschiedlichen Altersgruppen. Dabei zeigte sich, dass die Beziehungsorientierung bei der Online-Partnersuche mit zunehmendem Alter geringer wurde.[3]
- 2. ADAM Studie (Adam sucht Adonis – oder Herkules?, ADAM Nr. 245 Foerster Media, Januar 2008) Das Gay-Magazin ADAM untersuchte die Partnerpräferenz schwuler Kontaktportals-Teilnehmer auf homo.net in Abhängigkeit von ihrem eigenen Körperbild.[4]
- 3. ADAM Studie (Traummann gesucht: Der gewöhnliche Homosexuelle, ADAM Nr. 246 Foerster Media, März 2008) Das Gay-Magazin ADAM untersuchte die Livestylegrupen unter den homo.net-Kontakforumsteilnehmern durch sozialwissenschaftliche Auswertung der genannten Freizeitinteressen[5]